# Вільна народна держава Вюртемберг
Вільна народна держава Вюртемберг (нім. Freier Volksstaat Württemberg) — вільна держава, що існувала в 1918–1945 роках на території сучасної німецької землі Вюртемберг у складі Веймарської республіки та Третього Рейху. Столиця республіки — Штутгарт.

## Історія

### Революція у Вюртемберзі
З Німецькою революцією наприкінці Першої світової війни Вюртемберзьке королівство було перетворено з монархії на демократичну республіку без кровопролиття; її кордони та внутрішнє управління залишалися незмінними. 
Король Вюртемберга Вільгельм II зрікся престолу 30 листопада 1918 року. Після введення нової конституції (значно зміненої пізніше в цьому році) асамблеєю, обраною в січні і Веймарської конституції 1919 року, Вюртемберг був відновлений як держава-член Німецького Рейху.
Порівняно з політичними потрясіннями, які переслідували Веймарську Німеччину, політичний розвиток у Вюртемберзі ґрунтувався на безперервності та стабільності. Спроба деяких агітаторів викликати заворушення загальним страйком була зірвана діями залізничних чиновників щодо паралізування сполучення зі столицею Штутгартом. Повстання баварських комуністів не мало жодного впливу на Вюртемберг; його, навпаки, придушили за допомогою вюртемберзьких військ, не встигнувши поширитися через кордон.

### 1920–1952 рр.
Кожен із трьох законодавчих періодів вюртемберзького парламенту в 1920 — 1932 рр. тривав повну встановлену тривалість чотири роки, на відміну від федерального рівня, де в той самого періоду відбулося сім виборів і сімнадцять урядів. Соціал-демократи втратили свій вплив у Вюртемберзі на початку історії держави, з консервативними коаліціями, які формували уряд в 1924 — 1933 рр. Попри численні фінансові кризи, які вплинули на Німеччину в 1920-х — 1930-х рр., економічний розвиток Вюртемберга відбувався краще, ніж у багатьох інших німецьких землях, а Штутгарт став регіональним центром фінансів і культури.
Із захопленням нацистами федеральної влади в 1933 році вони розпочали процес гляйхшальтунг (координація), ліквідацію всіх ненацистських організацій. Вюртемберг, разом з усіма іншими німецькими землями, скасував свій Ландтаг, а його державний суверенітет був переданий уряду Рейху згідно з «Законом про реконструкцію Рейху» від 30 січня 1934 року. Хоча сама держава формально не була скасована, вона була замінена в адміністративному значенні НСДРП гау Вюртемберг-Гогенцоллерн.
Після Другої світової війни Вюртемберг був розділений між окупаційними зонами союзників США та Франції в Німеччині та став частиною двох нових земель: Вюртемберг-Баден у північній американській зоні та менший Вюртемберг-Гогенцоллерн у південній французькій зоні. У 1952 році ці дві землі були об’єднані з Південним Баденом (також у французькій зоні), щоб утворити сучасну німецьку землю Баден-Вюртемберг.